# 河内三立麻呂
河内 三立麻呂（かわち の みたてまろ）は、奈良時代の人物。姓は連。名は参立麻呂とも記される。官位は外従五位上・和泉守。

## 出自
河内氏（河内連）は百済の都慕王の子である陰太貴首王で、同じ都慕王の子孫と称する和朝臣・百済朝臣・菅野朝臣・百済伎・不破連などと同じ系統とされる。元の姓は直。舒明天皇2年（630年）7月条にある安羅日本府の「河内直」や、天智天皇8年（669年）に遣唐使となった河内鯨らが見える（『日本書紀』）。正倉院文書では河内国河内郡の郡司級の氏人が目立っている。
連姓の氏人には『日本三代実録』貞観4年（862年）3月条に、河内国河内郡大領河内連田村麻呂の名前が見え、また、昌泰2年（899年）6月13日付の「河内国某田地地券」によると、河内郡某郷の刀禰であった河内連広生・広継、河内郡大領であったと思われる河内連清利らの名前があり、これらのことから、河内連氏は河内国の有力な土豪の1つであったと推定される。

## 経歴
称徳朝で法王宮大進を務めるが、神護景雲3年（769年）10月、天皇の河内国由義宮行幸に際し、六人部広道・高安伊可麻呂らとともに外従五位下に叙せられる。また、この時に河内職が設置され、三立麻呂は河内大進を兼ねている。
光仁朝では、山部親王の春宮員外大進を務め、宝亀5年（774年）河内権介を兼任した。天応元年（781年）山部親王の即位（桓武天皇）に伴って外従五位上に昇叙され、翌天応2年（782年）氷上川継の乱直後に和泉守に任ぜられている。

## 官歴
『続日本紀』による。
- 時期不詳：正六位上・法王宮大進
- 神護景雲3年（769年） 10月30日：外従五位下・兼河内国大進
- 時期不詳：春宮員外大進（春宮・山部親王）
- 宝亀5年（774年） 9月25日：兼河内権介
- 天応元年（781年） 4月15日：外従五位上
- 天応2年（782年） 閏正月17日：和泉守